# Großer Preis von Japan 1995
Der Große Preis von Japan 1995 (offiziell XXI Fuji Television Japanese Grand Prix) fand am 29. Oktober auf dem Suzuka Circuit in Suzuka statt und war das 16. Rennen der Formel-1-Weltmeisterschaft 1995.

## Berichte

### Hintergrund
Nach dem Großen Preis des Pazifiks stand Michael Schumacher als Fahrerweltmeister fest. Er führte in der Fahrerwertung uneinholbar mit 40 Punkten vor Damon Hill und mit 50 Punkten vor David Coulthard. In der Konstrukteurswertung führte Benetton-Renault mit 21 Punkten vor Williams-Renault und mit 50 Punkten vor Ferrari.
Vor dem Rennwochenende gab es zwei Fahrerwechsel: Jean-Christophe Boullion saß seit dem fünften Saisonrennen in Monaco in einem der beiden Sauber-Autos und wurde nun vom Team entlassen und durch Karl Wendlinger ersetzt. Der Österreicher erhielt eine weitere Chance, sich zu beweisen, nachdem er beim Großen Preis von Monaco 1994 einen Unfall erlitt, der ihn wochenlang im Koma liegen ließ. Der zweite Fahrerwechsel war Mika Häkkinens Rückkehr bei McLaren, nachdem er den Großen Preis des Pazifiks wegen einer Blinddarmentzündungsoperation verpasst hatte und dort von Jan Magnussen ersetzt wurde.
Mit Gerhard Berger (zweimal) und Hill (einmal) traten zwei ehemalige Sieger zu diesem Grand Prix an.

### Training
Vor dem Rennen fanden zwei Trainingseinheiten statt: Die erste am Freitagmorgen und die zweite am Samstagmorgen.
Das erste freie Training am Freitagmorgen gewann Schumacher mit einer Zeit von 1:40,410 Minuten vor Häkkinen und Hill.
Im zweiten freien Training am Samstagmorgen war dann Häkkinen mit einer Zeit von 1:40,389 Minuten der Schnellste vor Eddie Irvine und Hill.

### Qualifying
Das Qualifying fand in zwei Abschnitten statt, die jeweils beste Zeit entschied über die Startposition.
Im ersten Qualifyingsegment (Q1) war Schumacher mit einer Zeit von 1:38,428 Minuten der Schnellste vor Jean Alesi und Häkkinen. Im zweiten Qualifyingsegment (Q2) blieb die Reihenfolge der ersten Drei unverändert. Die Pole-Position sicherte sich somit Schumacher. Für Schumacher war es die 10. Pole-Position seiner Karriere.
Obwohl Häkkinen neben seinem dritten Platz in Belgien die beste Qualifikationsleistung der Saison erzielte, hatte sein Teamkollege Mark Blundell eine enttäuschende Qualifikation. Im ersten Teil des Qualifyings prallte Blundell gegen die Wand, sodass er keine Zeit fahren konnte, da sein Auto zu stark beschädigt war. Blundell hatte im Samstagstraining in der 130R-Kurve seinen zweiten Unfall des Wochenendes, der schwerwiegender war als der erste. Auf ärztlichen Rat hin nahm Blundell nicht am zweiten Qualifying teil, so dass er am Ende der Startaufstellung landete.
Aguri Suzuki verunfallte im Qualifying am Samstag mit seinem Ligier. Er konnte nicht am Rennen teilnehmen, da er mit einer gebrochenen Rippe im Krankenhaus lag.

### Warm-Up
Die Fahrer gingen am Sonntagmorgen zu einer 30-minütigen Aufwärmsitzung auf die Strecke. Hill war mit einer Zeit von 2:00,025 Minuten der Schnellste vor Schumacher und Coulthard.

### Rennen
Alle Fahrer entschieden sich für den Start auf Regenreifen, da die Strecke vom Morgenregen feucht war. Schumacher behielt von der Pole-Position aus die Führung bis in die erste Kurve. Alesi, der neben Schumacher startete, hatte einen Frühstart und verbüßte hierfür in Runde drei eine 10-Sekunden-Stop-and-Go-Strafe, von der er als Zehnter ins Rennen zurückkehrte. Alesis Teamkollege Berger war ebenfalls zu früh gestartet und erhielt die gleiche Strafe. Gianni Morbidelli im Footwork drehte sich in Runde eins in der ersten Kurve, nachdem er von Wendlingers Sauber von hinten getroffen wurde. Morbidelli musste daraufhin sein Auto abstellen. In Runde sieben hielt Alesi an der Box an, um auf Slick-Reifen für trockenes Wetter zu wechseln, da die Strecke zu trocknen begann. Anschließend begann er sich durch das Feld zu kämpfen und fuhr ständig die schnellsten Runden. Die erste davon war eine 1:54,416 Minuten, fünf Sekunden schneller als der Rest des Feldes. Schumacher legte in Runde 10 seinen Boxenstopp ein und wechselte ebenfalls auf Slicks. Häkkinen übernahm für eine Runde die Führung, bevor auch er an die Box ging. Alesis Aufholjagd wurde unterbrochen, als er sich drehte und versuchte, Pedro Lamys Minardi für den 15. Platz zu überholen. In Runde 10 war er allerdings dann doch bis auf den zweiten Platz vorgefahren und überholte Hill in der letzten Schikane außen herum, um dessen Platz einzunehmen. Alarmiert durch Alesis Tempo auf den Slick-Reifen kamen die anderen Fahrer an die Box, um auch auf Slick-Reifen zu wechseln.
Die beiden Jordan-Autos kollidierten in Runde 15. Rubens Barrichello drehte sich in der letzten Schikane, als er versuchte, später als sein Teamkollege Irvine zu bremsen. Barrichello prallte gegen eine Wand, wodurch der Heckflügel seines Autos beschädigt wurde und er aus dem Rennen ausschied. Irvine war in der 20. Runde in der Schikane erneut in eine Kollision verwickelt, als Heinz-Harald Frentzen ihn von hinten anfuhr. Irvine fuhr ohne Schaden weiter, aber Frentzen musste wegen eines neuen Frontflügels an die Box. An der Spitze fuhr Alesi schneller als Schumacher, obwohl Schumacher auch auf Trockenreifen unterwegs war. Alesi lag nur sechs Sekunden hinter Schumacher, als sein Ferrari 412T2 in Runde 25 einen scheinbaren Differentialschaden erlitt. Später stellte sich heraus, dass das Problem ein Defekt der Antriebswelle war, möglicherweise aufgrund seines früheren Durchdrehens. In Runde 31 legte Schumacher zum zweiten Mal einen Boxenstopp ein und kehrte als Zweiter hinter Hill ins Rennen zurück. Schumacher fuhr in Runde 33 die schnellste Runde des Rennens und eroberte seine Führung in der nächsten Runde zurück, als Hill seinen Boxenstopp einlegte. Dahinter lagen Häkkinen und Coulthard vor ihren Boxenstopps auf den Plätzen drei und vier, aber Coulthard kam sechs Runden später als Häkkinen an die Box und kehrte als Dritter auf die Strecke zurück, einen Platz vor dem Finnen. Johnny Herbert war im zweiten Benetton nach der zweiten Runde der Boxenstopps Fünfter, Irvine rundete die Punkteplätze als Sechster ab.
Zu diesem Zeitpunkt begann es erneut zu regnen, allerdings nur am Ende der Strecke in der Spoon Curve. Die Williams-Fahrer lagen auf den Plätzen zwei und drei, bis Hill zwei Runden nach seinem Boxenstopp in der Spoon Curve von der Strecke abkam. Dabei beschädigte er seinen Frontflügel und fuhr als Vierter auf die Strecke zurück. Hill kehrte an die Box zurück, um seinen Frontflügel zu wechseln. Er nahm das Rennen auf den fünften Platz wieder auf, erhielt dann aber eine Stop-and-Go-Strafe von zehn Sekunden wegen Geschwindigkeitsüberschreitung in der Boxengasse. Coulthard machte den gleichen Fehler wie sein Teamkollege, indem er durch das Kiesbett an der Spoon Curve fuhr, es sah aber so aus, als würde er mit nur geringem Schaden davonkommen. Als er jedoch in der nächsten Kurve bremste, flog der Kies, der in seine Seitenkästen gelangt war, heraus, was dazu führte, dass er die Kontrolle verlor und sein Auto im Kiesbett landete. Hill wurde von seinem Team über Funk angewiesen, schneller zu fahren, da er seine Stop-and-Go-Strafe noch nicht erhalten hatte, aber später in dieser Runde drehte er sich in der Spoon Curve und schied aus dem Rennen aus, ohne die Strafe erhalten zu haben. Schumacher gewann das Rennen nach 53 Runden und sicherte sich seinen neunten Saisonsieg. Der Sieg, zusammen mit Herberts drittem Platz und dem Ausscheiden von Hill und Coulthard, bescherte Benetton die Konstrukteursmeisterschaft. Häkkinen wurde Zweiter, 20 Sekunden hinter Schumacher. Irvine wurde mit seinem Jordan Vierter, Olivier Panis mit seinem Ligier Fünfter. Mika Salo holte sich in seinem Tyrrell den sechsten Platz und den letzten Punkt. Obwohl Blundell als Letzter startete, wurde er Siebter, nur 1,6 Sekunden hinter Salo. Frentzen, Luca Badoer, Wendlinger, Lamy und Taki Inoue komplettierten das Feld.
Dies war Schumachers letzter Sieg für Benetton, da er zur nächsten Saison zu Ferrari wechselte.
Da Hill seine 10-Sekunden-Stop-and-Go-Strafe wegen seines Ausfalls nicht antreten konnte, wurde Williams vom Formel-1-Dachverband, der Fédération Internationale de l’Automobile (FIA), mit einer Geldstrafe von 10.000 US-Dollar belegt.
Sowohl in der Fahrer- als auch in der Konstrukteurswertung blieben die ersten drei Positionen unverändert.

## Meldeliste
| Team                      | Nr. | Fahrer                | Chassis         | Motor                 | Reifen |
| ------------------------- | --- | --------------------- | --------------- | --------------------- | ------ |
| Mild Seven Benetton Ford  | 01  | Michael Schumacher    | Benetton B195   | Renault 3.0 V10       | G      |
| Mild Seven Benetton Ford  | 02  | Johnny Herbert        | Benetton B195   | Renault 3.0 V10       | G      |
| Nokia Tyrrell Yamaha      | 03  | Ukyō Katayama         | Tyrrell 023     | Yamaha 3.0 V10        | G      |
| Nokia Tyrrell Yamaha      | 04  | Mika Salo             | Tyrrell 023     | Yamaha 3.0 V10        | G      |
| Rothmans Williams Renault | 05  | Damon Hill            | Williams FW17   | Renault 3.0 V10       | G      |
| Rothmans Williams Renault | 06  | David Coulthard       | Williams FW17   | Renault 3.0 V10       | G      |
| Marlboro McLaren Mercedes | 07  | Mark Blundell         | McLaren MP4/10B | Mercedes-Benz 3.0 V10 | G      |
| Marlboro McLaren Mercedes | 08  | Mika Häkkinen         | McLaren MP4/10B | Mercedes-Benz 3.0 V10 | G      |
| Footwork Hart             | 09  | Gianni Morbidelli     | Footwork FA16   | Hart 3.0 V8           | G      |
| Footwork Hart             | 10  | Taki Inoue            | Footwork FA16   | Hart 3.0 V8           | G      |
| Total Jordan Peugeot      | 14  | Rubens Barrichello    | Jordan 195      | Peugeot 3.0 V10       | G      |
| Total Jordan Peugeot      | 15  | Eddie Irvine          | Jordan 195      | Peugeot 3.0 V10       | G      |
| Pacific Grand Prix Ltd    | 16  | Bertrand Gachot       | Pacific PR02    | Ford ED 3.0 V8        | G      |
| Pacific Grand Prix Ltd    | 17  | Andrea Montermini     | Pacific PR02    | Ford ED 3.0 V8        | G      |
| Parmalat Forti Ford       | 21  | Pedro Diniz           | Forti FG01      | Ford ED 3.0 V8        | G      |
| Parmalat Forti Ford       | 22  | Roberto Moreno        | Forti FG01      | Ford ED 3.0 V8        | G      |
| Minardi Scuderia Italia   | 23  | Pedro Lamy            | Minardi M195    | Ford EDM 3.0 V8       | G      |
| Minardi Scuderia Italia   | 24  | Luca Badoer           | Minardi M195    | Ford EDM 3.0 V8       | G      |
| Ligier Gitanes Blondes    | 25  | Aguri Suzuki          | Ligier JS41     | Mugen-Honda 3.0 V10   | G      |
| Ligier Gitanes Blondes    | 26  | Olivier Panis         | Ligier JS41     | Mugen-Honda 3.0 V10   | G      |
| Scuderia Ferrari SpA      | 27  | Jean Alesi            | Ferrari 412T2   | Ferrari 3.0 V12       | G      |
| Scuderia Ferrari SpA      | 28  | Gerhard Berger        | Ferrari 412T2   | Ferrari 3.0 V12       | G      |
| Red Bull Sauber Ford      | 29  | Karl Wendlinger       | Sauber C14      | Ford Zetec-R 3.0 V8   | G      |
| Red Bull Sauber Ford      | 30  | Heinz-Harald Frentzen | Sauber C14      | Ford Zetec-R 3.0 V8   | G      |

## Klassifikationen

### Qualifying
| Pos. | Fahrer                | Konstrukteur       | Q1        | Q2         | Start |
| ---- | --------------------- | ------------------ | --------- | ---------- | ----- |
| 01   | Michael Schumacher    | Benetton-Renault   | 1:38,428  | 1:38,023   | 01    |
| 02   | Jean Alesi            | Ferrari            | 1:39,127  | 1:38,888   | 02    |
| 03   | Mika Häkkinen         | McLaren-Mercedes   | 1:39,127  | 1:38,954   | 03    |
| 04   | Damon Hill            | Williams-Renault   | 1:39,032  | 1:39,158   | 04    |
| 05   | Gerhard Berger        | Ferrari            | 1:40,305  | 1:39,040   | 05    |
| 06   | David Coulthard       | Williams-Renault   | 1:39,155  | 1:39,368   | 06    |
| 07   | Eddie Irvine          | Jordan-Peugeot     | 1:40,153  | 1:39,621   | 07    |
| 08   | Heinz-Harald Frentzen | Sauber-Ford        | 1:40,010  | 1:40,380   | 08    |
| 09   | Johnny Herbert        | Benetton-Renault   | 1:40,349  | 1:40,391   | 09    |
| 10   | Rubens Barrichello    | Jordan-Peugeot     | 1:40,381  | 1:40,413   | 10    |
| 11   | Olivier Panis         | Ligier-Mugen-Honda | 1:40,838  | 1:41,081   | 11    |
| 12   | Mika Salo             | Tyrrell-Yamaha     | 1:41,355  | 1:41,637   | 12    |
| 13   | Aguri Suzuki          | Ligier-Mugen-Honda | 1:42,561  | 1:41,592   | –     |
| 14   | Ukyō Katayama         | Tyrrell-Yamaha     | 1:41,977  | 1:42,273   | 13    |
| 15   | Gianni Morbidelli     | Footwork-Hart      | 1:42,623  | 1:42,059   | 14    |
| 16   | Karl Wendlinger       | Sauber-Ford        | 1:43,634  | 1:42,912   | 15    |
| 17   | Pedro Lamy            | Minardi-Ford       | 1:43,387  | 1:43,102   | 16    |
| 18   | Luca Badoer           | Minardi-Ford       | 1:43,940  | 1:43,542   | 17    |
| 19   | Taki Inoue            | Footwork-Hart      | 1:44,386  | 1:44,074   | 18    |
| 20   | Andrea Montermini     | Pacific-Ford       | 1:46,869  | 1:46,097   | 19    |
| 21   | Pedro Diniz           | Forti-Ford         | 1:46,654  | 1:47,166   | 20    |
| 22   | Roberto Moreno        | Forti-Ford         | 1:50,097  | 1:48,267   | 21    |
| 23   | Bertrand Gachot       | Pacific-Ford       | 1:48,824  | 1:48,289   | 22    |
| 24   | Mark Blundell         | McLaren-Mercedes   | 16:42,640 | keine Zeit | 23    |

### Rennen
| Pos. | Fahrer                | Konstrukteur       | Runden | Stopps | Zeit        | Start | Schnellste Runde |
| ---- | --------------------- | ------------------ | ------ | ------ | ----------- | ----- | ---------------- |
| 01   | Michael Schumacher    | Benetton-Renault   | 53     | 2      | 1:36:52,930 | 01    | 1:42,976 (33.)   |
| 02   | Mika Häkkinen         | McLaren-Mercedes   | 53     | 2      | + 19,337    | 03    | 1:43,369 (38.)   |
| 03   | Johnny Herbert        | Benetton-Renault   | 53     | 3      | + 1:23,804  | 09    | 1:43,404 (37.)   |
| 04   | Eddie Irvine          | Jordan-Peugeot     | 53     | 3      | + 1:42,136  | 07    | 1:43,477 (30.)   |
| 05   | Olivier Panis         | Ligier-Mugen-Honda | 52     | 2      | + 1 Runde   | 11    | 1:45,661 (47.)   |
| 06   | Mika Salo             | Tyrrell-Yamaha     | 52     | 2      | + 1 Runde   | 12    | 1:45,625 (51.)   |
| 07   | Mark Blundell         | McLaren-Mercedes   | 52     | 2      | + 1 Runde   | 23    | 1:44,287 (50.)   |
| 08   | Heinz-Harald Frentzen | Sauber-Ford        | 52     | 3      | + 1 Runde   | 08    | 1:44,211 (35.)   |
| 09   | Luca Badoer           | Minardi-Ford       | 51     | 2      | + 2 Runden  | 17    | 1:47,025 (47.)   |
| 10   | Karl Wendlinger       | Sauber-Ford        | 51     | 3      | + 2 Runden  | 15    | 1:45,824 (43.)   |
| 11   | Pedro Lamy            | Minardi-Ford       | 51     | 2      | + 2 Runden  | 16    | 1:46,954 (44.)   |
| 12   | Taki Inoue            | Footwork-Hart      | 51     | 2      | + 2 Runden  | 18    | 1:46,600 (42.)   |
| –    | Damon Hill            | Williams-Renault   | 40     | 3      | DNF         | 04    | 1:43,193 (31.)   |
| –    | David Coulthard       | Williams-Renault   | 39     | 2      | DNF         | 06    | 1:43,079 (33.)   |
| –    | Pedro Diniz           | Forti-Ford         | 32     | 2      | DNF         | 20    | 1:50,261 (30.)   |
| –    | Jean Alesi            | Ferrari            | 24     | 2      | DNF         | 02    | 1:44,370 (23.)   |
| –    | Andrea Montermini     | Pacific-Ford       | 23     | 1      | DNF         | 19    | 1:49,985 (21.)   |
| –    | Gerhard Berger        | Ferrari            | 16     | 1      | DNF         | 05    | 1:52,165 (12.)   |
| –    | Rubens Barrichello    | Jordan-Peugeot     | 15     | 1      | DNF         | 10    | 1:51,343 (13.)   |
| –    | Ukyō Katayama         | Tyrrell-Yamaha     | 12     | 1      | DNF         | 13    | 1:56,404 (12.)   |
| –    | Bertrand Gachot       | Pacific-Ford       | 6      | 0      | DNF         | 22    | 2:06,927 (05.)   |
| –    | Roberto Moreno        | Forti-Ford         | 1      | 0      | DNF         | 21    | –                |
| –    | Gianni Morbidelli     | Footwork-Hart      | 0      | 0      | DNF         | 14    | –                |
| DNS  | Aguri Suzuki          | Ligier-Mugen-Honda | –      | –      | –           | –     | –                |

Anmerkungen
1. ↑  Suzuki konnte aufgrund eines Unfalls im zweiten Teil des Qualifying nicht am Rennen teilnehmen.

## WM-Stände nach dem Rennen
Die ersten sechs Fahrer eines Rennens bekamen 10, 6, 4, 3, 2 und 1 Punkt(e).

### Fahrerwertung
| Pos. | Fahrer                   | Konstrukteur       | Punkte |
| ---- | ------------------------ | ------------------ | ------ |
| 01   | Michael Schumacher       | Benetton-Renault   | 102    |
| 02   | Damon Hill               | Williams-Renault   | 59     |
| 03   | David Coulthard          | Williams-Renault   | 49     |
| 04   | Johnny Herbert           | Benetton-Renault   | 45     |
| 05   | Jean Alesi               | Ferrari            | 42     |
| 06   | Gerhard Berger           | Ferrari            | 31     |
| 07   | Mika Häkkinen            | McLaren-Mercedes   | 17     |
| 08   | Heinz-Harald Frentzen    | Sauber-Ford        | 15     |
| 09   | Rubens Barrichello       | Jordan-Peugeot     | 11     |
| 10   | Eddie Irvine             | Jordan-Peugeot     | 10     |
| 11   | Olivier Panis            | Ligier-Mugen-Honda | 10     |
| 12   | Mark Blundell            | McLaren-Mercedes   | 10     |
| 13   | Martin Brundle           | Ligier-Mugen-Honda | 7      |
| 14   | Mika Salo                | Tyrrell-Yamaha     | 3      |
| 15   | Jean-Christophe Boullion | Sauber-Ford        | 3      |
| 16   | Aguri Suzuki             | Ligier-Mugen-Honda | 1      |
| 17   | Gianni Morbidelli        | Footwork-Hart      | 1      |
| 18   | Pierluigi Martini        | Minardi-Ford       | 0      |

| Pos. | Fahrer                 | Konstrukteur     | Punkte |
| ---- | ---------------------- | ---------------- | ------ |
| 19   | Ukyō Katayama          | Tyrrell-Yamaha   | 0      |
| 20   | Massimiliano Papis     | Footwork-Hart    | 0      |
| 21   | Luca Badoer            | Minardi-Ford     | 0      |
| 22   | Taki Inoue             | Footwork-Hart    | 0      |
| 23   | Andrea Montermini      | Pacific-Ford     | 0      |
| 24   | Pedro Lamy             | Minardi-Ford     | 0      |
| 25   | Pedro Diniz            | Forti-Ford       | 0      |
| 26   | Domenico Schiattarella | Simtek-Ford      | 0      |
| 27   | Karl Wendlinger        | Sauber-Ford      | 0      |
| 28   | Nigel Mansell          | McLaren-Mercedes | 0      |
| 29   | Jan Magnussen          | McLaren-Mercedes | 0      |
| 30   | Bertrand Gachot        | Pacific-Ford     | 0      |
| 31   | Jos Verstappen         | Simtek-Ford      | 0      |
| 32   | Roberto Moreno         | Forti-Ford       | 0      |
| 33   | Gabriele Tarquini      | Tyrrell-Yamaha   | 0      |
| 34   | Jean-Denis Delétraz    | Pacific-Ford     | 0      |
| –    | Giovanni Lavaggi       | Pacific-Ford     | 0      |

### Konstrukteurswertung
| Pos. | Konstrukteur       | Punkte |
| ---- | ------------------ | ------ |
| 01   | Benetton-Renault   | 137    |
| 02   | Williams-Renault   | 102    |
| 03   | Ferrari            | 73     |
| 04   | McLaren-Mercedes   | 27     |
| 05   | Jordan-Peugeot     | 21     |
| 06   | Sauber-Ford        | 18     |
| 07   | Ligier-Mugen-Honda | 18     |

| Pos. | Konstrukteur   | Punkte |
| ---- | -------------- | ------ |
| 08   | Tyrrell-Yamaha | 3      |
| 09   | Footwork-Hart  | 1      |
| 10   | Minardi-Ford   | 0      |
| 11   | Pacific-Ford   | 0      |
| 12   | Forti-Ford     | 0      |
| 13   | Simtek-Ford    | 0      |

Anmerkungen
1. 1 2  Benetton-Renault und Williams-Renault erhielten beim Großen Preis von Brasilien keine Konstrukteurspunkte (zehn bzw. sechs) wegen Verwendung nicht regelkonformen Treibstoffs.